# Italienische Eishockeymeisterschaft 1925
1925 wurde erstmals die italienische Eishockeymeisterschaft ausgetragen. Der Hockey Club Milano gewann das Spiel um die Coppa Cinzano, der 1927 von der FISG rückwirkend zur ersten italienischen Eishockeymeisterschaft erklärt wurde.

## Finale
| 8. März 1925 | Hockey Club Milano Decio Trovati (3) Guido Botturi (3) Luigi Redaelli (2) Miletto Sancassani | 9:0 | GSD Cortina | Palazzo del Ghiaccio di Milano, Mailand |

## Meistermannschaft
Guido Botturi – Enrico Calcaterra – Ambrogio Gobbi – Guglielmo Jervis – Léon Quaglia – Luigi Redaelli – Miletto Sancassani – Reto Trippi – Decio Trovati